# Ali Bellagha
Ali Bellagha (arabe : علي بلاغة), né en 1924 à Tunis et mort le 10 mai 2006 à Tunis, est un professeur, dessinateur, peintre et graveur tunisien. Il est membre du courant artistique de l'École de Tunis.

## Biographie
Issu d'une vieille famille d'artisans de la médina de Tunis, il part pour Paris après un passage à l'Institut des hautes études de Tunis. Il étudie le dessin, la gravure et la céramique à l'École des Beaux-Arts de Paris, fréquente les ateliers de gravure du professeur René Jaudon, prend des cours de décoration au lycée Claude Bernard à Paris et étudie à l'Institut supérieur des beaux-arts de Tunis.
En 1953, il organise sa première exposition personnelle avant d'exposer régulièrement, tant à Tunis qu'à l'étranger. À partir de 1956, il enseigne le dessin au Collège Sadiki durant quatre ans.
Dans les années 1960, avec son épouse Jacqueline Guilbert, il ouvre une galerie d'art d'antiquités et de créations, Les Métiers, dans le centre de Tunis.
Ali Bellagha est passionné par les objets anciens et l'univers de l'artisanat. Il a une approche moderniste du développement des métiers de l'art. Il revalorise donc le patrimoine arabo-musulman pour lui donner des accents de modernité et remet en valeur le patrimoine artistique tunisien, notamment l'utilisation du bois, de la pierre, du cuivre, de la laine, du cuir et de l'argent.
Spécialiste de l'expertise, des peintures, de la verrerie et des meubles, il est passionné pour toutes les formes d'art : la peinture, la céramique, la sculpture, la restauration et la décoration. Il travaille le bois pour réaliser des compositions de natures mortes. Ses dessins sont de couleurs éclatantes.
En 2003, Ali Bellagha reçoit le Prix national des arts plastiques. En 2006, il est l'invité d'honneur du Salon de l'artisanat à Tunis.
Il contribue à la réalisation de l'écomusée Dar Gmach dans le village de Takrouna.

## Filmographie
- 2010 : Ali Bellagha, l'artiste artisan, court métrage documentaire du réalisateur tunisien Hammida Ben Ammar